# 新伊格雷雅
新伊格雷雅（葡萄牙語：Igreja Nova）是巴西阿拉戈斯州的一个市镇。总面积428.55平方公里，总人口22952人，人口密度53.6人/平方公里。